# Gernikako Arbola
Pour les articles homonymes, voir Arbre de Guernica (homonymie).
Gernikako arbola est le titre d'une chanson écrite par José Maria Iparraguirre à Madrid en 1853 au café San Luis accompagné au piano par Juan Maria Blas Altuna.
C'est l'hymne national non officiel des Basques, bien que seulement la première strophe soit chantée et reconnue comme tel. Pendant plus d'un siècle il a été l'hymne de tous les Basques, même s'il a été écarté par le Parlement de la Communauté autonome basque, partie certes importante de l'ensemble du Pays basque, qui a choisi l'Eusko Abendaren Ereserkia. On l'appelle aussi la Marseillaise des Basques.
Selon Jean Haritschelhar, « le thème de l'arbre de Guernica a été fort judicieusement choisi par J. M. Iparraguirre. L'arbre de Guernica n'est pas simplement connu des Biscayens ou des Basques. Son renom est tel que Tirso de Molina y fait allusion et que Jean-Jacques Rousseau en fait le symbole des libertés basques. »

## Paroles de la chanson

L'arbre de Guernica figure sur le Blason de Biscaye

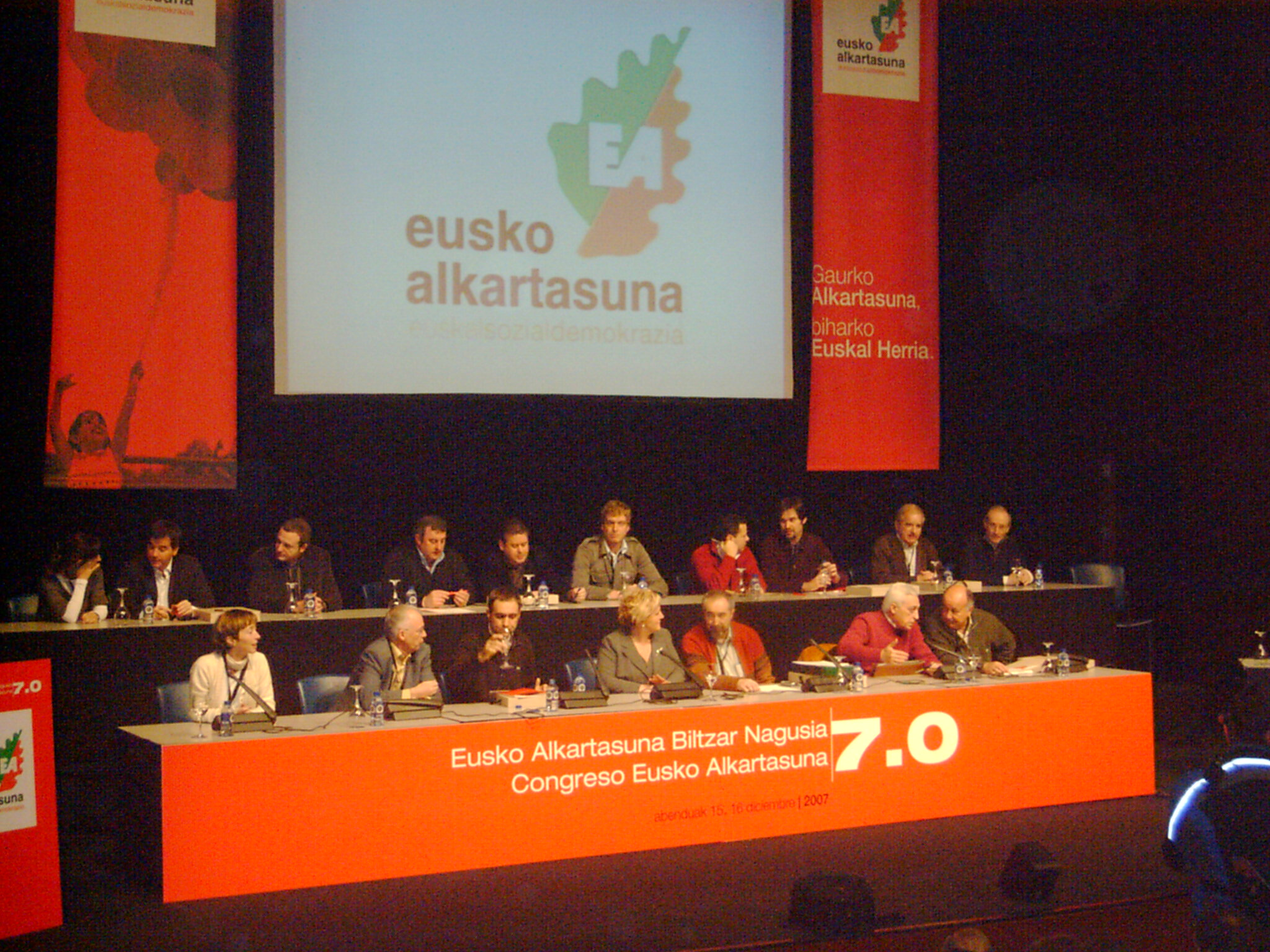
Logo du parti sur une feuille de chêne

Gernikako arbola / L'Arbre de Gernika (capitale spirituelle).

- Gernikako arbola da bedeinkatua, / Arbre béni de Gernika,

- Euskaldunen artean guztiz maitatua: / Aimé de tous les Basques:
 
- Eman ta zabal zazu munduan fruitua. / Donne et distribue ton fruit dans le monde entier.

- Adoratzen zaitugu arbola santua. / Nous t’adorons, ô arbre saint!.

- Mila urte inguru da esaten dutera / On dit qu’il y a environ mille ans

- Jainkoak jarri zuera Gernikan arbola; / Que Dieu planta l’arbre de Gernika;

- Zaude bada zutikan orain da denbora, / Reste debout aujourd’hui et pour toujours,

- Eroritzen bazera arras galdu gera / Car si tu tombes nous serons perdus.

- Ez zera eroriko arbola maitea, / Mais tu ne tomberas pas, ô arbre bien-aimé,

- Baldin portatzen bada bizkaiko juntea / Tant que le peuple de Biscaye se portera dignement,

- Laurok hartuko degu zurekin partea, / Et tant que les quatre provinces feront partie,

- Pakean bizi dedin euskaldun jendea. / Et feront vivre le peuple Basque dans la paix.

- Betiko bizi dedin Jaunari eskatzeko / Demandons au Seigneur qu’il vive pour toujours

- Jarri gaitezen danok laister belauniko; / Demandons-le tous à genoux;
 
- Eta bihotzetikan eskatu ezkero, / Et demandons-le du fond du cœur,

- Arbola biziko da orain eta gero. / L’arbre vivra aujourd’hui et pour toujours.
Le logo du parti social-démocrate de gauche, l'Eusko Alkartasuna ainsi que l'ancien logo de l'organisation des jeunes nationaliste, le Jarrai présente une feuille de chêne.